# Trzebież
Trzebież [ˈtʂɛbjɛʂ] (trước đây là Ziegenort của Đức) - là một ngôi làng thuộc khu hành chính của Cảnh sát Gmina, thuộc Hạt Cảnh sát, West Pomeranian Voivodeship, ở phía tây bắc Ba Lan, gần biên giới Đức. Nó nằm khoảng 15 kilômét (9 mi) phía bắc của Cảnh sát và 28 km (17 mi) phía bắc thủ đô khu vực Szczecin.
Ngôi làng có dân số 2.500. Nó nằm trên đầm Szczecin và có bến cảng, bến du thuyền, bãi biển và trường học chèo thuyền.

## Lịch sử
Trước năm 1945, khu vực này là một phần của Đức. Đối với lịch sử của khu vực, xem Lịch sử của Pomerania.
Trzebież, được gọi là Ziegenort cho cư dân của mình trong khi một phần của Đức cho đến năm 1945, đã trở thành một phần của Ba Lan sau khi Thế chiến II kết thúc và đổi tên thành Trzebież của Ba Lan.
Dưới đây là thời gian sẽ hiển thị lịch sử của các chính quyền khác nhau mà thành phố này đã được đưa vào.
Thành viên chính trị - hành chính
- liên_kết= 1815 - 1866: Liên bang Đức, Vương quốc Phổ, Pomerania
- liên_kết= 1866 - 1871: Liên minh Bắc Đức, Vương quốc Phổ, Pomerania
- liên_kết= 1871 - 1918: Đế quốc Đức, Vương quốc Phổ, Pomerania
- liên_kết= 1919 - 1933: Weimarer Republik, Nhà nước Phổ tự do, Pomerania
- liên_kết= 1933 - 1945: Đức Quốc xã, Pomerania
- liên_kết= Năm 1945 - 1946: Cảnh sát Eniances, (khu vực báo cáo với Hồng quân)
- liên_kết= 1946 - 1952: Cộng hòa Nhân dân Ba Lan, Szczecin Voivodeship
- liên_kết= 1952 - 1975: Cộng hòa Nhân dân Ba Lan, Szczecin Voivodeship
- liên_kết= 1975 - 1989: Cộng hòa Nhân dân Ba Lan, Szczecin Voivodeship
- liên_kết= 1989 - 1998: Ba Lan, Szczecin Voivodeship
- liên_kết= 1999 - Hiện tại: Ba Lan, Western Pomerania, Hạt cảnh sát powiat, Cảnh sát gmina

Di tích
- Làng có dân số: 
  - 1864 - 1823
  - 1905 - 1808
  - 1925 - 2382
  - 1939 - 2660
  - 1960 - 1897
  - Năm 1972 - 2240
  - 2001 - 2000
  - 2006 - 2500

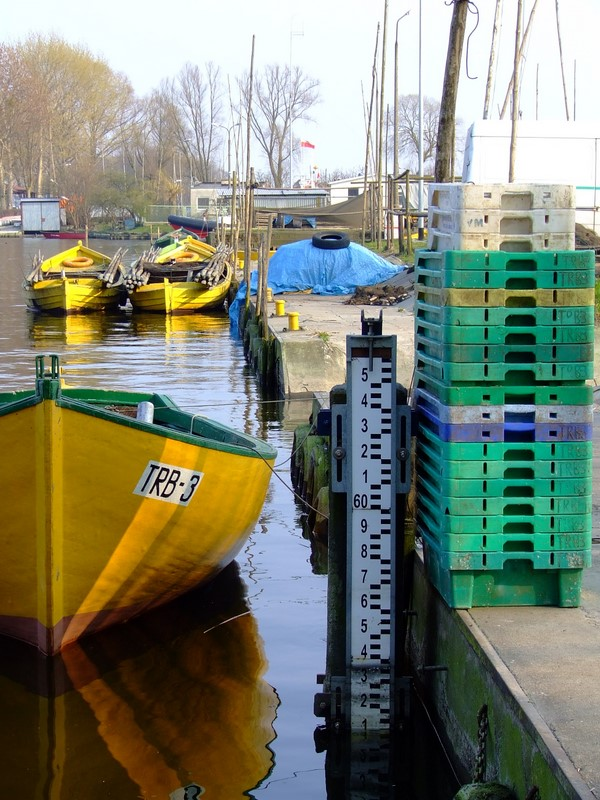
Trzebież, cảng cá
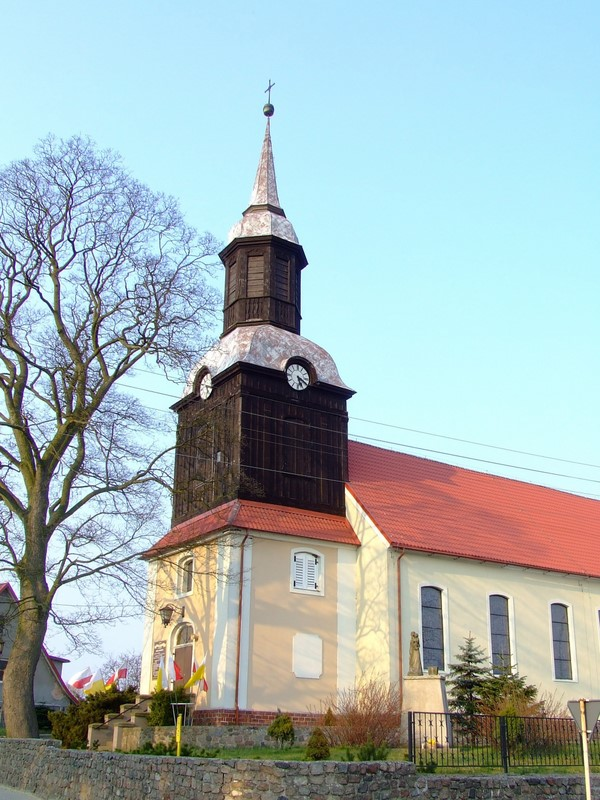
Nhà thờ giáo xứ từ năm 1745
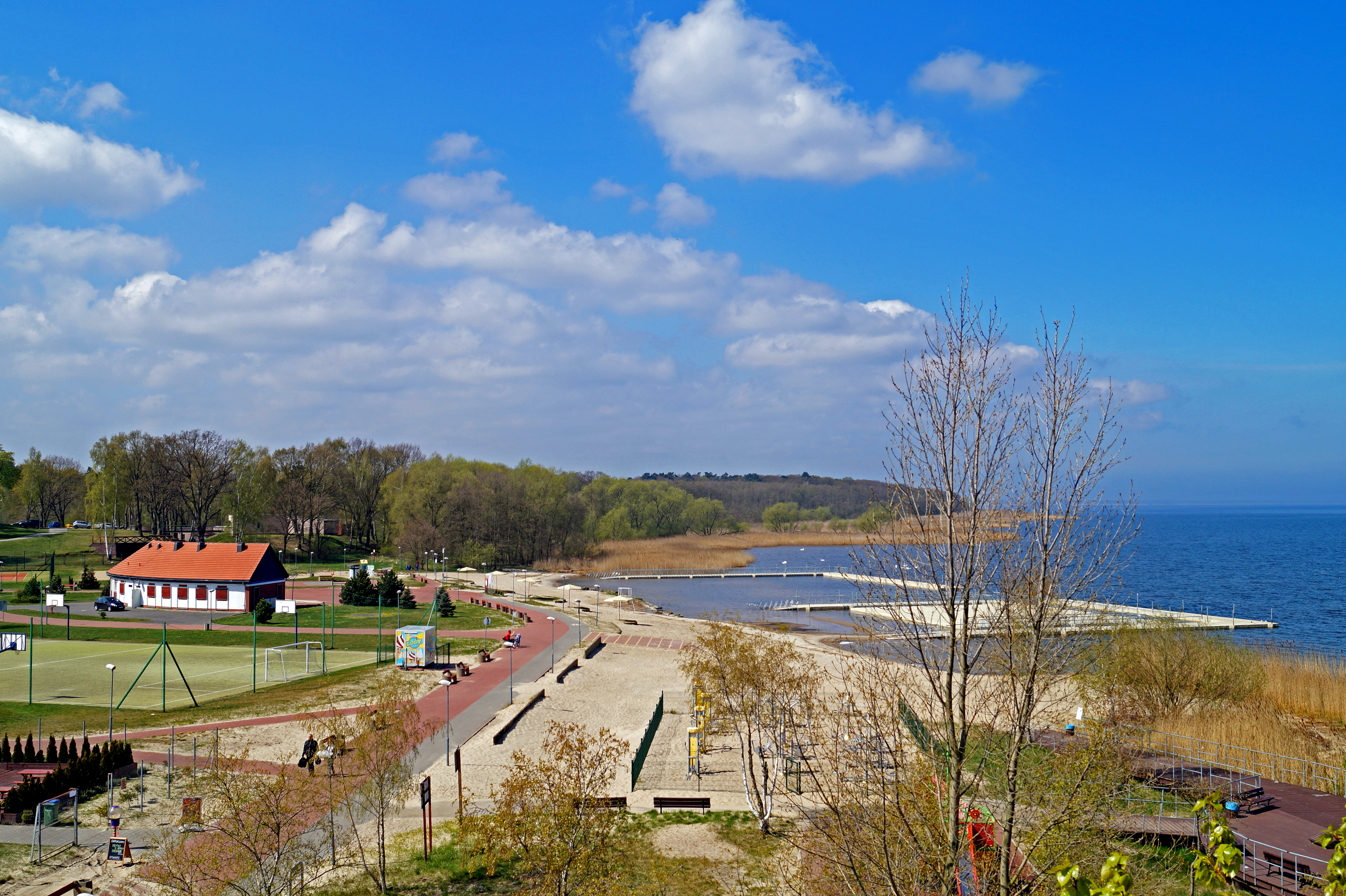
Bãi biển & Lối đi dạo Trzebież

## Du lịch
- Đường dẫn PTTK (lối đi xanh Đường mòn Puszczy Wkrzańskiej - Szlak Puszczy Wkrzańskiej) trong một khu vực của Trzebież trong rừng Wkrzanska
- Đường dành cho xe đạp (màu đỏliên_kết= Đường mòn "Puszcza Wkrzańska" - Szlak "Puszcza Wkrzańska") trong một khu vực của Trzebież trong rừng Wkrzanska
- Lễ hội buồm Łarpia